# Panoz Abruzzi
O Abruzzi é um veículo esportivo no estilo Grand tourer fabricado pela Panoz Auto Development, atualmente está em desenvolvimento para o mercado europeu. A produção está limitada a 81 unidades, com preço estimado de €330,000. Em 2011 o Abruzzi participou das 12 Horas de Sebring.
Em junho de 2014 a produção do Abruzzi não foi confirmada pela empresa, e nem foi mostrado em seu website.